# Salvaleón de Higüey

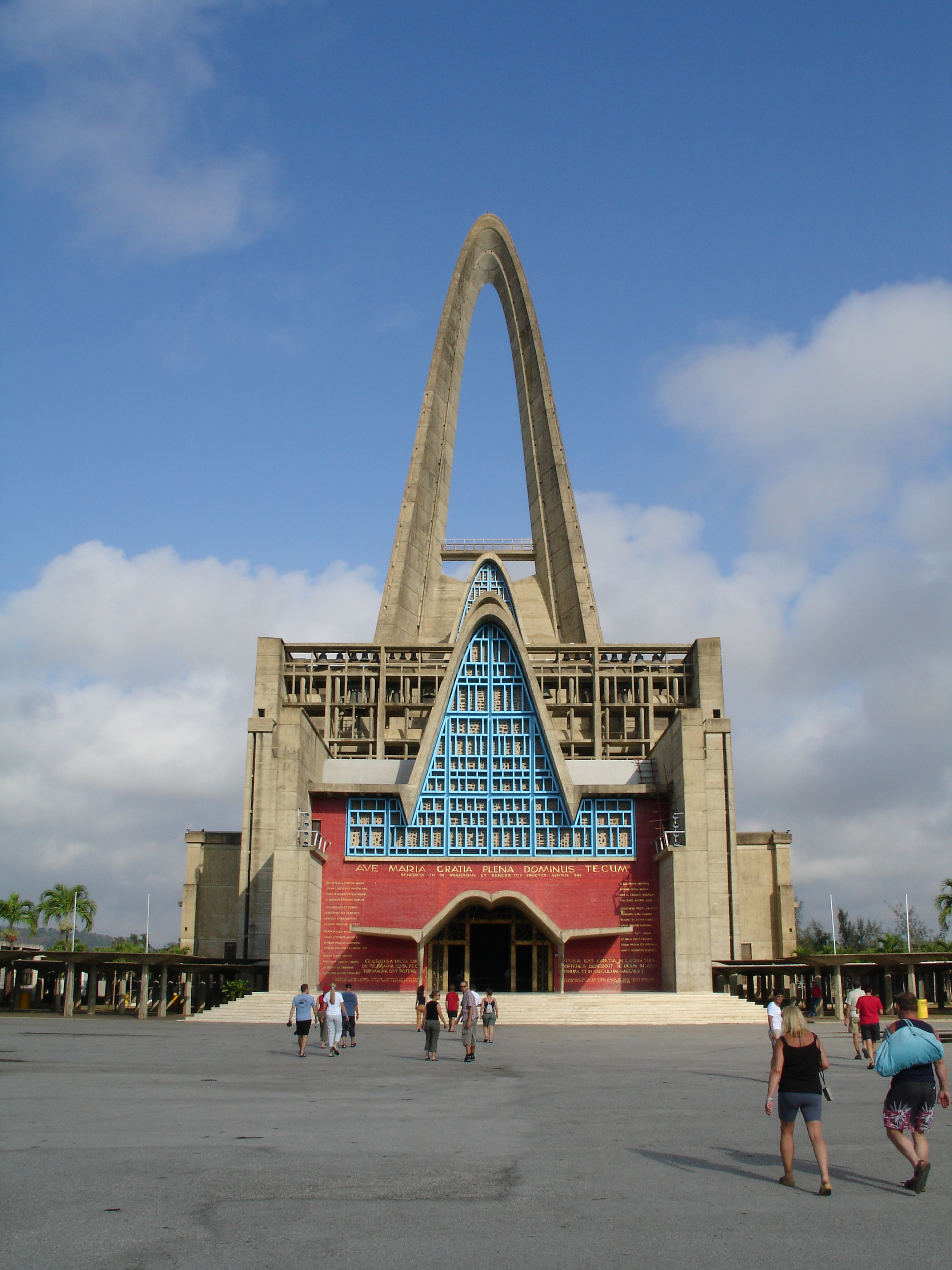
Katedra w Higüey z wysokim na 75 m. łukiem

Salvaleón de Higüey, znane również jako Higüey – miasto we wschodniej Dominikanie nad rzeką Yuma. Ludność: 189 tys. (2012). Ośrodek administracyjny prowincji La Altagracia.
Rejon został odkryty w 1494 roku przez Juana de Esquivela, a miasto założone w 1503 roku na rozkaz Nicolasa de Ovando. Higüey to główny ośrodek pielgrzymkowy kraju, miejsce kultu maryjnego patronki Dominikany – Matki Bożej z Altagracia (Nuestra Señora de la Altagracia). W latach 50. XX wieku powstała nowa betonowa katedra o nowoczesnym wyglądzie, którą zaprojektowali francuscy architekci André Dunoyer de Segonzac i Pierre Dupré, która szybko stała się najbardziej znanym zabytkiem miasta, a zarazem największym kościołem w kraju.
Oprócz Bazyliki Nuestra Señora de la Altagracia, znajduje się kościół San Dioniso z 1567 roku. Oprócz tego istnieje też kilka zborów protestanckich i Świadków Jehowy.
Z miasta pochodzi zespół muzyczny „Los Hermanos Rosario”.